# Noodcompetitie (Nederlands voetbal)
In tijden van de dreigende oorlog werd in de Nederlandse voetballerij twee keer een Noodcompetitie gespeeld. In de seizoenen 1914/15 en 1939/40.

## Eerste Wereldoorlog
Vanwege de mobilisatie in Nederland in augustus 1914, besloot de toenmalig NVB voor het voetbalseizoen 1914/15 tot het spelen van noodcompetities.
Doordat Duitsland tijdens de Eerste Wereldoorlog het neutrale België was binnen gevallen, was de onzekerheid in Nederland groot. Tenslotte konden de Duitsers dan ook zomaar Nederland binnenvallen. De NVB was dan ook niet zeker of er bij een volledige normale voetbalcompetitie alle wedstrijden gespeeld zouden kunnen worden. Daarnaast speelde ook een belangrijke rol dat door de mobilisatie veel clubs veel minder spelers tot hun beschikking hadden. Het zou dan kunnen voorkomen dat de ene wedstrijd met een compleet ander team gespeeld zou worden ten opzichte van een volgende wedstrijd. Voor sommige clubs was dat al een reden om zich terug te trekken uit de competitie.
Bij de noodcompetities werden alle clubs van alle niveaus van de NVB regionaal met elkaar ingedeeld. Sommige andere regionale voetbalbonden die aangesloten waren bij de NVB deden hier ook aan mee. Hierdoor ontstonden er competities met clubs van verschillende niveaus. 
Er waren ook voetbalbonden in Nederland die niet meededen aan de noodcompetities. Deze veelal regionale bonden bleven de normale competitie spelen.
Vanaf het seizoen 1915/16 werd er weer een normale competitie gespeeld, waarbij clubs op het oorspronkelijke niveau kwamen te spelen die zij eigenlijk ook in 1914/15 zouden spelen.

## Tweede Wereldoorlog
De dreigende oorlog maakte het voor de KNVB lastig om het seizoen 1939/40 wel of geen doorgang te laten geven. De KNVB besloot in eerste instantie de voetbalcompetitie normaal te laten verlopen. Maar enkele dagen voor het begin van de competitie in september 1939 volgde in Nederland wederom een mobilisatie. Deze mobilisatie gebeurde na de inval van Duitsland in Polen. Hierop besloot de KNVB om toch over te gaan op het spelen van noodcompetities. Het grote verschil met 1914/15 was echter dat het hoogste niveau (Eerste klasse) wel "normale" doorgang zou vinden. Op het einde van het seizoen werd ook gewoon de kampioenscompetitie gespeeld. Deze kampioenscompetitie, tussen de winnaars van de vijf districten, werd echter wel later afgewerkt dan oorspronkelijk gepland. Dit had te maken vanwege het feit dat Duitsland inmiddels Nederland was binnengevallen. Er kon vanuit de Eerste klasse dit seizoen niet gedegradeerd worden doordat er niet in de Tweede klasse gespeeld werd.
Ook nu, maar in mindere mate ten opzichte van 1914/15, waren er clubs uit andere bonden die meespeelden in deze noodcompetities. De voornamelijke oorzaak was vooral dat de meeste (regionale) voetbalbonden wel een normale competitie speelden of eigen noodcompetities lieten spelen.
Een ander landelijke voetbalbond in Nederland, het IVCB ging ook over op noodcompetities.
Vanaf het seizoen 1940/41 werden er weer normale competities gespeeld. Daarbij wel vermeldend dat de KNVB de enige voetbalbond in Nederland mocht zijn en dat clubs van andere voetbalbonden zich aan moesten sluiten bij de KNVB of bij de regionale onderbonden.

### 1944/45
In het seizoen 1944/45 werd bij sommige clubs in het zuiden van Nederland na de bevrijding weer gevoetbald. Er werden vaak kleine noodcompetities opgezet door de zuidelijke districtstak van de (K)NVB. Doordat de oorlog in grote delen van Nederland echter nog in gang was en daardoor ook in het bevrijde gebied onzekerheid bestond over de veiligheid, werden niet alle wedstrijden gespeeld. Ook schaarste aan materiaal voor kleding, ballen en de velden zorgde ervoor dat er niet altijd gevoetbald kon worden. Ten opzichte van de twee andere voetbalseizoenen was er niet echt sprake van competitievoetbal.
Van een landelijke noodcompetitie was al helemaal geen sprake. In noordelijk Nederland kon vanwege de oorlog namelijk nog niet gevoetbald worden. Het was er te onveilig en door schaarste aan voedsel en andere materialen werden veel spullen, die normaal voor het voetbal gebruikt werden, nu voor levensonderhoud gebruikt.

## Opzet
Elke noodcompetitie bestonden uit clubs van verschillende niveaus uit regionale gebieden. Hierdoor was de reisafstand tussen de clubs beperkt en konden de mensen sneller thuis zijn wanneer zij alsnog werden opgeroepen voor het leger of andere burgerplicht. Sommige competities bevatten meerdere teams van één club, ook al werd dit, waar mogelijk, wel zo veel mogelijk vermeden bij de indeling. De competitienamen werden niet aangeduid met een niveau, maar enkel met een letter ter verduidelijking van de verschillende competities. Er kon vanuit de competities niet gepromoveerd of gedegradeerd worden. En tevens waren er geen consequenties wanneer een wedstrijd niet gespeeld werd.
In 1939/40 werden met name op het einde van het seizoen veel wedstrijden afgelast welke vervolgens ook niet meer werden ingehaald. Hierdoor konden op de ranglijsten grote verschillen ontstaan tussen de clubs en het aantal gespeelde wedstrijden.